# Amboim
Amboim (auch Amboím) ist ein Landkreis im südwestafrikanischen Land Angola.

## Verwaltung
Amboim ist ein Kreis (Municipio) in der Provinz Cuanza Sul. Verwaltungssitz des Kreises ist die Stadt Gabela. 2006 wurde die Bevölkerung des Kreises auf 192.560 Einwohner geschätzt. Die Volkszählung 2014 soll fortan gesicherte Bevölkerungsdaten liefern.
Die Nachbarkreise sind, im Uhrzeigersinn im Norden beginnend: Quilenda, Ebo, Conda und Porto Amboim.
Der Kreis besteht aus zwei Gemeinden (Comunas):
- Gabela
- Assango

## Wirtschaft
Bekannt war die Region bis in die 1970er Jahre als Anbaugebiet für Kaffee, insbesondere um die Stadt Gabela herum. Der hier produzierten Bohnen trugen wesentlich zum zwischenzeitlichen Aufstieg Angolas zu einem der wichtigsten Kaffeeproduzenten weltweit bei. In Angola wurde zwischen 1973 und 1974 mit über 204.000 Tonnen die größte Kaffeeproduktion Afrikas erreicht. Mit Ausbruch des Angolanischen Bürgerkriegs 1975 verließen die portugiesischen Kaffeepflanzer ihre Plantagen, und der Kaffeeanbau verfiel. Seit 2013 wird der Anbau von Robusta-Kaffee unter Förderung der Provinzregierung wieder verstärkt aufgenommen. Zudem soll der Kreis ein Schwerpunkt für die Produktion von Palmöl werden.